# Yiliang
Yiliang léase Yi-Liáng (en chino:宜良县, pinyin:Yíliáng xiàn) es un condado bajo la administración directa de la ciudad-prefectura de Kunming. Se ubica al este de la provincia de Yunnan, sur de la República Popular China. Su área es de 1880 km² y su población total para 2010 fue +400 mil habitantes.

## Administración
El condado de Yiliang se divide en 8 pueblos que se administran en 2 subdistrito 2 villa y 4 poblados.